# Ligne 3 du tramway de Casablanca
La ligne 3 du tramway de Casablanca est une ligne du réseau tramway de Casablanca ouverte le 23 septembre 2024.

## Tracé
La ligne relie la gare de Casa-Port au quartier Hay Al Wahda, dans le sud-est de la ville. Elle dessert l'axe nord-sud principal de Casablanca, le Boulevard Mohammed VI, sur la grande partie de son parcours. Elle est en correspondance avec les trois autres lignes du réseau.
Elle vient remplacer sur une grande partie de son itinéraire la ligne de métro aérien originellement prévue dans le Plan de Déplacements Urbains de Casablanca, avant qu'elle ne soit abandonnée par manque de financement en juillet 2014.

## Stations
La ligne dessert, sur un linéaire de 14 km, les 20 stations suivantes :
|  |   |  | Stations              | Lat/Long | Arrondissement                    | Correspondances                  |
|  | - |  | --------------------- | -------- | --------------------------------- | -------------------------------- |
|  | o |  | Gare Casa-Port        |          | Sidi Belyout                      | Gare Casa-Port : TNR, Al Bidaoui |
|  | o |  | Mohammed Smiha        |          | Sidi Belyout                      | (Mohammed Diouri)                |
|  | o |  | Place de la Victoire  |          | Sidi Belyout                      | (Jaber Ibn Hayane)               |
|  | o |  | Mohammed Zerktouni    |          | Mers Sultan                       |                                  |
|  | o |  | Habous                |          | Mers Sultan / Méchouar            |                                  |
|  | o |  | Garage Allal          |          | Mers Sultan                       |                                  |
|  | o |  | Derb Tolba            |          | Al Fida                           | (Derb Sultan)                    |
|  | o |  | Derb Chorfa           |          | Al Fida                           |                                  |
|  | o |  | Abou Chouaib Doukkali |          | Al Fida                           |                                  |
|  | o |  | Afriquia              |          | Aïn Chock / Ben M'Sick            |                                  |
|  | o |  | Dar Attouzani         |          | Aïn Chock / Ben M'Sick            |                                  |
|  | o |  | Bd Mohammed VI        |          | Aïn Chock / Ben M'Sick            | (Al Qods)                        |
|  | o |  | 6 Novembre            |          | Ben M'Sick / Sbata                |                                  |
|  | o |  | Abdessalam Ennaciri   |          | Ben M'Sick / Sbata                |                                  |
|  | o |  | Jardin Alesco         |          | Ben M'Sick / Sbata / Sidi Othmane |                                  |
|  | o |  | Hay Lalla Meriem      |          | Sidi Othmane                      |                                  |
|  | o |  | Idriss El Allam       |          | Sidi Othmane / Moulay Rachid      | (Idriss El Harti)                |
|  | o |  | Abdelkader Essahraoui |          | Sidi Othmane / Moulay Rachid      |                                  |
|  | o |  | 10 Mars               |          | Sidi Othmane                      |                                  |
|  | o |  | Hay Al Wahda          |          | Sidi Othmane / Sbata              |                                  |

(Les stations en gras servent de départ ou de terminus à certaines missions)

## Exploitation
La ligne 3 du tramway de Casablanca est exploitée par RATP Dev Casablanca pour le compte de l'autorité organisatrice Casa Transport. Elle utilise un parc de 40 rames Citadis X05 d'Alstom partagées avec la Ligne 4. Ces rames offrent une capacité d’environ 600 passagers par rame.
Le service de la ligne 3 est assuré tous les jours de la semaine, de 5h30 à 22h30, avec une fréquence de passage initiale de 10 minutes à la mise en service de la ligne. A terme, à réception de l'entièreté des rames de la part du constructeur Alstom, la fréquence de la ligne passera à 5 minutes en heures de pointe.